# Parc national de Periyar
Le parc national de Periyar est une aire protégée situé dans l'État du Kerala en Inde. Le parc, souvent appelé Thekkady, est situé à quatre kilomètres de Kumily, à environ 100 km à l'est de Alappuzha, à 110 km à l'ouest de Madurai et 120 km au sud-est de Kochi, et s'étend sur le flanc des Ghâts occidentaux (massif des monts des Cardamomes), à la bordure du Tamil Nadu, dans les districts de Idukki et Pathanamthitta. La zone protégée s'étend sur 777 km2, dont la partie centrale de 350 km2 constitue le parc proprement dit. C'est une zone destinée à protéger les tigres, dans le cadre du programme Project Tiger.
Le centre du parc est occupé par le lac Periyar, un lac de retenue de 26 km2 formé par les eaux du barrage de Mullaperiyar en 1895.